# 王忱 (東晉)
王忱（？—392年11月18日），字元達，小字佛大，太原晉陽（今山西太原）人。東晉中書令王坦之第四子，有名譽，官至荊州刺史。

## 生平
王忱成年時已經很知名，雖無實質事跡，但仍與王恭及王珣在當時有稱譽。曾任吏部郎歷仕至驃騎將軍司馬道子的長史。太元十四年（389年），王忱遷建武將軍，都督荊、益、寧三州諸軍事，荊州刺史，假節。不過，當時王忱自恃才氣，放縱不拘且酗酒，又仰慕王澄任誕的性格，人們都擔心他這些性格以及年輕當上刺史職位的因素會影響荊州穩定。然而，王忱到荊州後就嚴肅認真，聲勢令荊州人敬畏，亦得人和。王忱亦將荊州治所從上明遷還江陵。
當時，江陵亦是南郡公桓玄的封國治所，桓玄因著父叔曾長期鎮守荊州的名望故義以及是自己封國的因素而趾高氣揚，仗勢凌人。故此王忱常常遏制其威勢，不讓其影響自己在荊州的管治。一次桓玄去見王忱，未等王忱的人通傳就坐著乘轝直進，不過進去後就發現王忱當著他面前鞭打守門門吏，令桓玄十分憤怒，立刻離去；而王忱亦沒有試圖留著桓玄。又一次桓玄見王忱的侍衞隊很盛大，於是借故聲稱想去打獵，向王忱借數百人。王忱則悉數借給了桓玄，令桓玄既忌憚亦佩服王忱。
太元十七年十月辛亥（392年11月18日），王忱在任內去世，朝廷追贈右將軍，賜諡號為穆。

## 性格特徵
- 一次王忱去見舅舅范甯，在范甯家遇見素不相識的張玄，范甯便要王忱與玄說話。不過張玄整飾好衣服，就相對著等待王忱發言，而王忱竟一語不發，令張玄失望離去。范甯於是向王忱說：「張玄，是南方的優秀人物，為甚麼不和他說話？」王忱答：「他若果想結識我，大可直接來我家見我呀。」范甯於是說：「你才智出眾，真是後來之秀呀。」王忱又回應：「沒有你這舅舅，哪有這個甥子。」及後范甯便告訴張玄，張玄就親身去拜訪王忱，行賓主之禮，毫不因在范甯家之事而尷尬。
- 王忱好飲酒，到後來就更加嚴重，可以連續數月都仍在酒醉之中，甚至裸體行走。又曾歎道：「三日不飲酒，覺形神不復相親。」可見其對酒的依賴。一次岳父遇喪事，王忱竟乘醉去弔祭，與十多名賓客手牽手，披頭散髮並裸身而入，圍繞傷心痛哭的岳父走了三圈就走了。在酒醉之時，王忱又自稱「上頓」，所以日後人們就以「上頓」來形容豪飲[6]。
- 苻朗曾經這樣形容王忱及王國寶兄弟：「非一狗面人心，又一人面狗心是邪？」以王忱貌醜而有才，王國寶有美貌而心狠。[7]
- 王忱信佛，他任荊州刺史時高僧釋僧輔正在荊州上明寺，王忱因為釋僧輔貞素，於是請其為「戒師」，一門人都信奉。[8]

## 逸事
- 王忱與王恭曾經十分友好，一次王忱到會稽掃墓，時隨父親王蘊在會稽的王恭去探望王忱，竟因傾談而在十多日後才離開。王蘊聽後預言二人將因愛好不同而做不成朋友[9]。後來王恭顧慮晉孝武帝與會稽王司馬道子兩派的朋黨之爭，向王忱表示憂慮，並希望兩派能夠和好，同心為國。王忱雖然同意，但由於怕自己所言不被司馬道子所納，於是請司馬道子寵信的袁悅之傳話。然而袁悅之卻一直想離間王恭與王忱的關係，竟在司馬道子面前怒斥王恭「妄生同異，疑誤朝野！」王恭於是以為王忱陷害自己，而王忱亦無法說明自己清白，於是關係破裂[10]。
- 一次王恭與王忱一同到何澄裏作客，但他們在席間鬧得不和諧，王忱勸王恭飲酒，但王恭不喝，王忱堅持並強來，並各自拿起對方裙帶。王恭府中近千人都被叫來何澄處，而王忱雖然隨從少但仍上前，兩邊似乎要打起來。何澄見此沒有辦法，只好坐在兩人之間分開他們。「因著權貴和財富而結交，古人認為是羞恥的」（這句話是出自《漢書張耳、陳餘傳》贊，世說新語把王忱、王恭比喻為張耳、陳餘）。[11]
- 桓玄被召為太子洗馬，停了船在荻渚。而王忱去探望桓玄，其時他服五石散後已有少許醉意。桓玄為王忱備酒，而王忱因服五石散而不能喝冷酒，於是頻頻命人「溫酒來」。「溫」是桓玄父親桓溫的名諱，王忱犯了桓玄的家諱，桓玄於是嗚咽的哭了起來。王忱見此打算離去，但桓玄卻以手巾擦淚，說：「犯的是我的家諱，與你何干呀！」王忱因而感歎道：「靈寶（桓玄小字）你這麼曠達呀！」[12]